# CODASYL

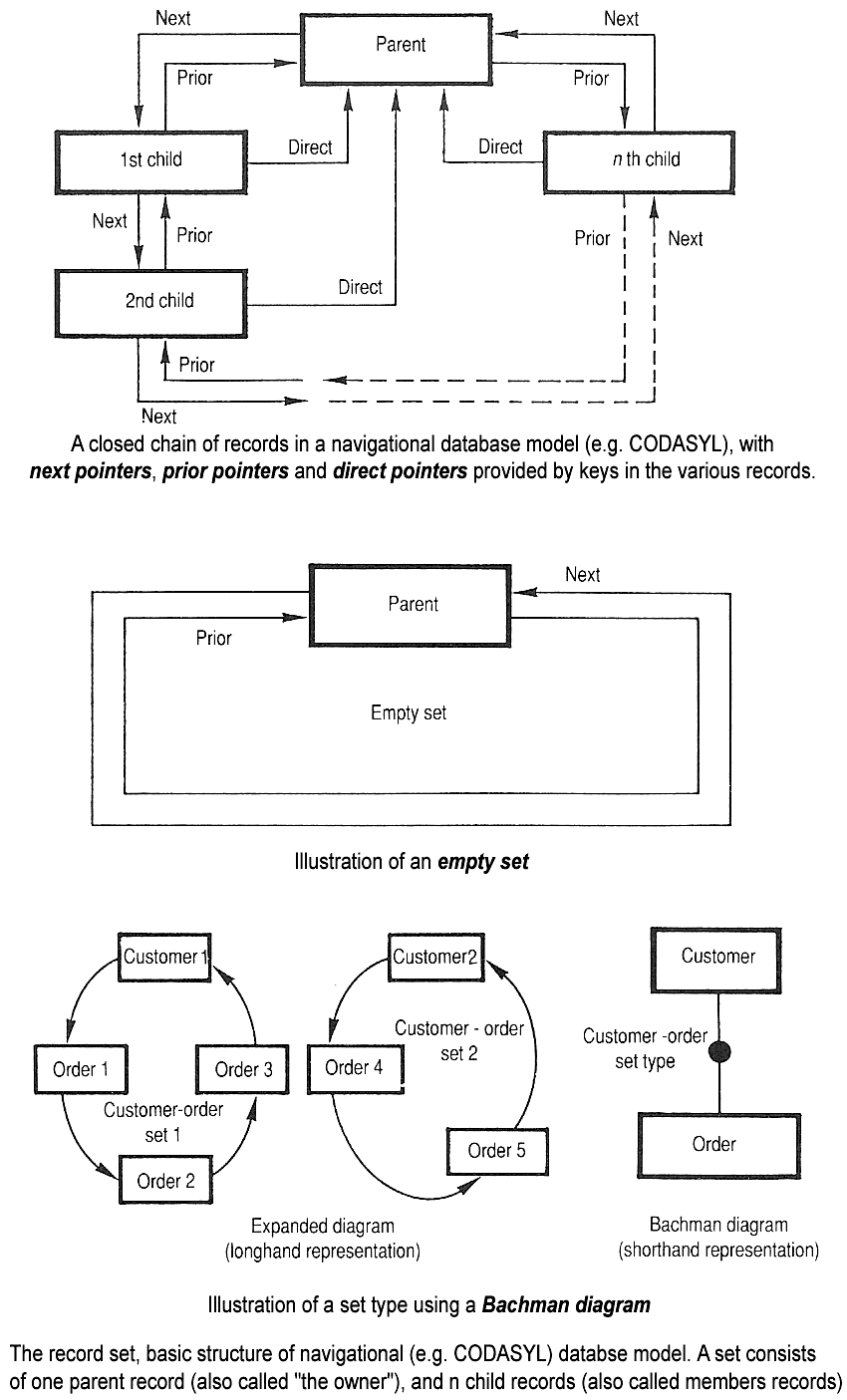
CODASYL 데이터베이스 모델의 기초 구조를 집합(set)이라고 한다. 하나의 집합은 하나의 소유자 레코드와 n개의 멤버 레코드를 이루며, 이들을 위의 그림에서는 각각 부모(parent)와 자식(child)으로 이야기하고 있으나 CODASYL의 용어는 소유자와 멤버이다. 위의 예에서 1:N (소유자:멤버) 관계의 기본 집합이 묘사되어 있다.

CODASYL(코다실)은 데이터 시스템 언어 회의(Conference/Committee on Data Systems Languages)의 준말이다. 1959년에 창설된 연합체로서, 수많은 컴퓨터에서 사용할 수 있는 표준 프로그래밍 언어 개발을 안내한다. 이러한 노고로 말미암아 코볼 및 기타 표준들이 개발되었다.
CODASYL의 구성원들은 데이터 처리 활동에 참여했던 산업과 정부 출신의 사람들이다. 목적은 더 효율적인 데이터 시스템 분석, 디자인, 구현을 제고해나가는 데 있다. 이 단체는 수년에 걸쳐 다양한 사양을 출판하였으며, 공식 표준화를 위하여 이들을 ISO, ANSI와 같은 공식 표준 기관들에 넘겨주었다.

## 역사
CODASYL은 주로 다음의 두 가지 활동을 한 것으로 간주된다:
- 코볼 언어의 개발
- 데이터베이스 인터페이스 표준화

또, 최종 사용자 폼 인터페이스와 운영 체제 제어 언어를 포함한 다양한 기타 주제들에도 관여하였으나 이러한 프로젝트들은 지속적인 영향을 거의 미치지 못했다.
1965년에 CODASYL은 리스트 프로세싱 태스크 포스(List Processing Task Force)를 창설하였다. 이 그룹은 레코드 처리를 위한 코볼 언어 확장을 개발하는 계획을 세우는 일을 맡았다.
1969년 DBTG는 CODASYL 데이터 모델이라 불리는 네트워크 데이터베이스 모델을 위한 최초의 언어 사양을 출판하였다. 실제로 이 사양은 일부 구별된 언어들을 정의하였다: 데이터베이스의 스키마를 정의하는 데이터 정의 언어(DDL), 데이터베이스의 애플리케이션 뷰를 정의하는 하나 이상의 서브스키마를 만들기 위한 다른 DDL, 데이터베이스의 데이터를 요청하고 업데이트하기 위한 코볼 프로그래밍 언어의 동사를 정의하는 DML. 이 작업이 코볼에 초점을 맞추고 있었으나 코볼의 대안으로 IBM이 PL/I를 지지하면서 데이터베이스와 독립적인 호스트 언어의 개념이 부상하였다.
수많은 업체들이 DBTG 사양을 어느 정도 준수하는 데이터베이스 제품들을 구현하였다. 허니웰(본래 제너럴 일렉트릭)의 통합 데이터 저장(IDS/2), 컬리넷의 통합 데이터 관리 시스템 IDMS, ICL의 2900 IDMS(본래 컬리넷의 제품), 유니박의 DMS-1100, 디지털 이큅먼트 코퍼레이션의 DBMS32가 있다.
ANSI와 ISP는 NDL(네트워크 데이터베이스 언어, Network Database Language)라는 이름으로 CODASYL 데이터베이스 사양을 채택하였으며, 이는 SQL 표준으로서 동일 워크그룹 (X3H2)에서 발생한 작업과 함께 채택된 것이다.
CODASYL에 대한 관심은 1980년대 초에 관계형 데이터베이스의 관심이 늘어나면서 점차 시들해지게 되었다.